# キングス・ハイウェイ駅 (BMTブライトン線)
キングス・ハイウェイ駅（英語: Kings Highway）はブルックリン区のキングス・ハイウェイと東16丁目交差点西側に位置するニューヨーク市地下鉄BMTブライトン線の駅である。B系統が平日のみ、Q系統が終日停車する。

## 駅構造
| 2F | 北行緩行線                                 | ← 96丁目駅行き（アベニューM駅）                                                                  |
| 2F | 島式ホーム、到着番線に応じた側のドアが開く |                                                                                                  |
| 2F | 北行急行線                                 | ← 平日：145丁目駅行き、ベッドフォード・パーク・ブールバード駅行き（ニューカーク・プラザ駅）      |
| 2F | 南行急行線                                 | → 平日：ブライトン・ビーチ駅行き（シープスヘッド・ベイ駅） →                                     |
| 2F | 島式ホーム、到着番線に応じた側のドアが開く |                                                                                                  |
| 2F | 南行緩行線                                 | → コニー・アイランド-スティルウェル・アベニュー駅行き（アベニューU駅） →                         |
| G  | 地上階                                     | 出入口                                                                                           |
| G  | 駅舎                                       | 改札、駅員詰所、メトロカード券売機 (キングス・ハイウェイ北側、東15-東16丁目間にエレベーターあり) |

駅は島式ホーム2面4線で南側に渡り線を設けている。改札は3か所（キングス・ハイウェイに2か所とクエンティン・ロードに1か所）あり、キングス・ハイウェイ側の駅舎にはKings Highway Hieroglyphs（Rhoda Andors制作）が設置されている。
駅は2009年から2011年にかけて改装され、エレベーター設置も行われている。これにより、ADA対応駅となった。

### 出口
北側にキングス・ハイウェイへ通じる改札が2か所（南側が終日営業）、南側にクエンティン・ロードへ通じる改札が1か所ある。

## ギャラリー

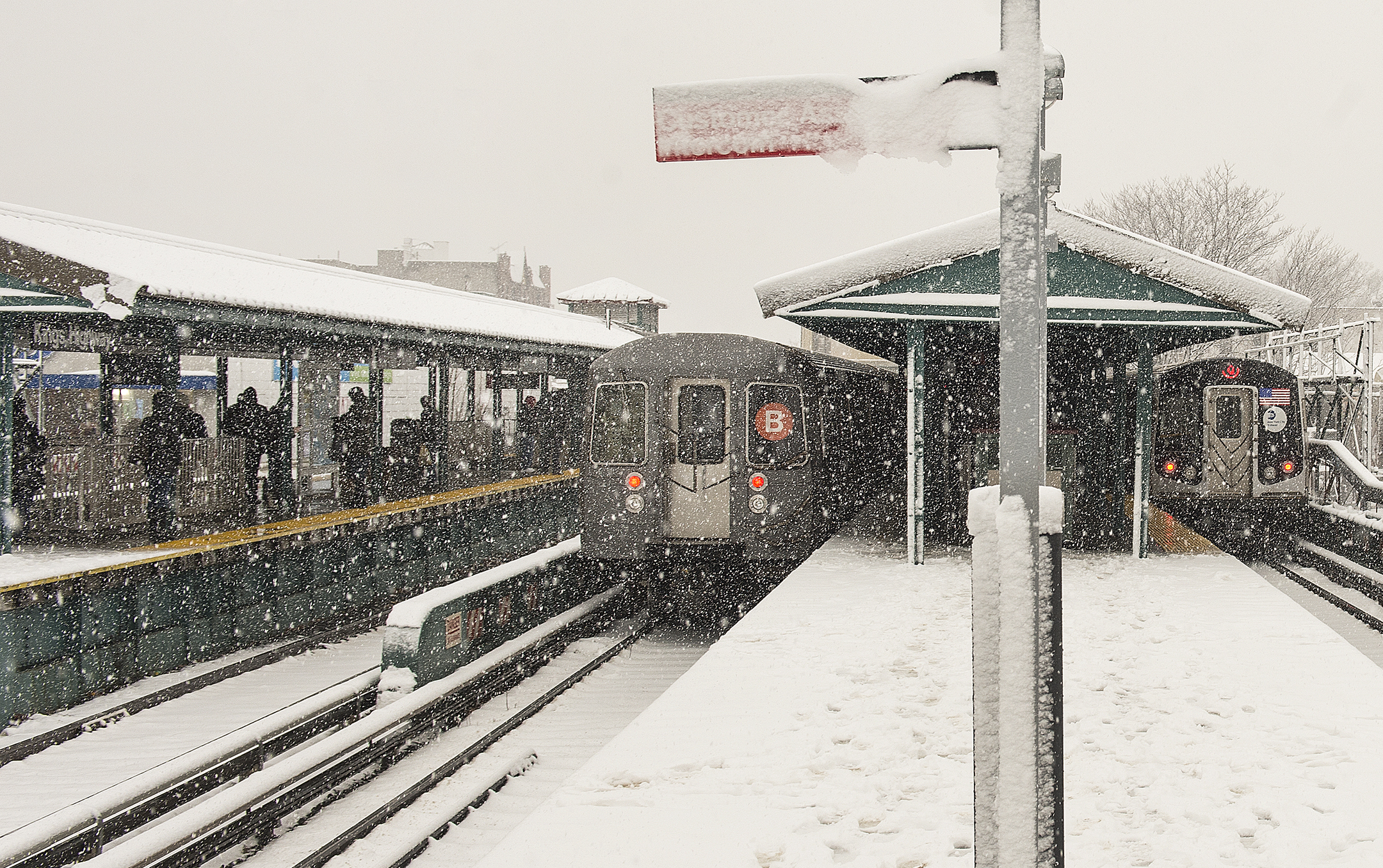
雪の積もったホーム
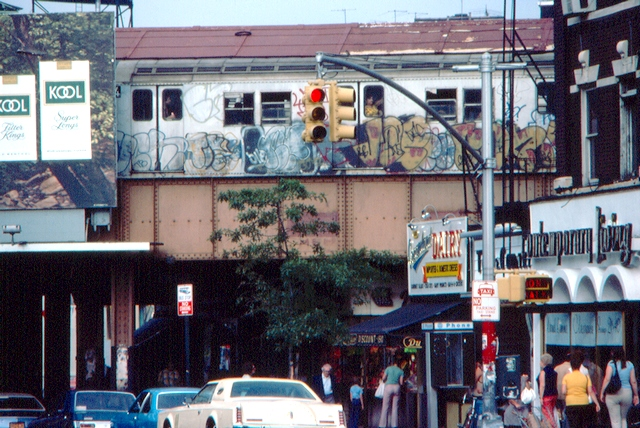
1980年代の駅
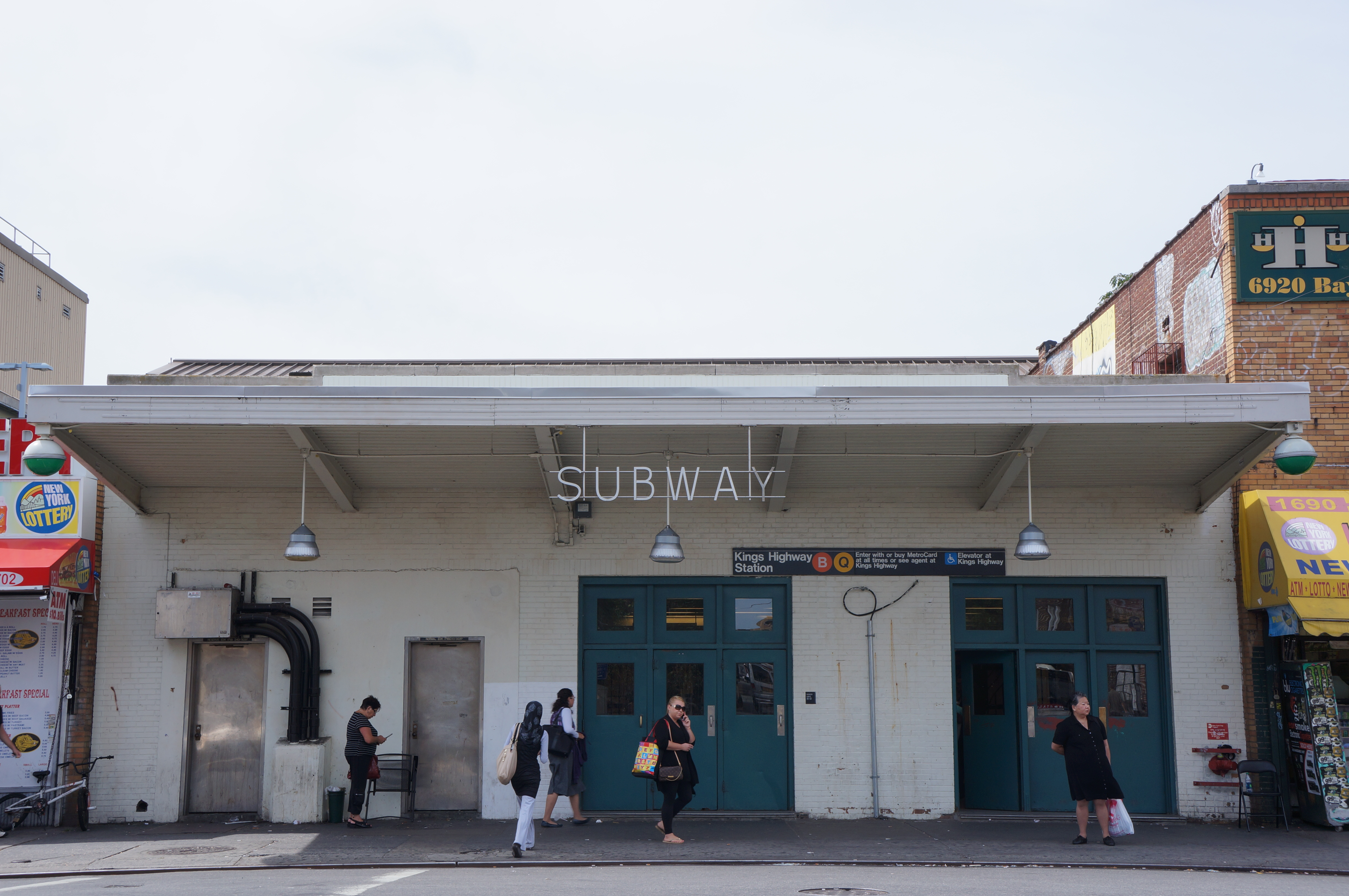
クエンティン・ロードの駅舎
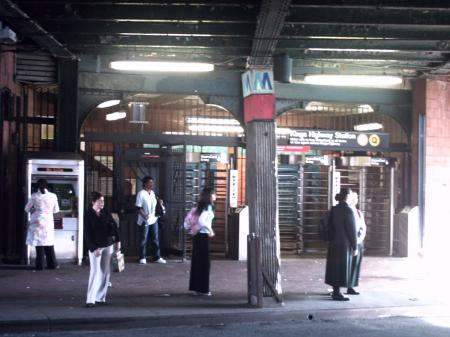
キングス・ハイウェイ北側の駅舎